# Sonny Rollins
Sonny Rollins (eredeti nevén Walter Theodore Rollins) (New York, 1930. szeptember 7. –) kétszeres Grammy-díjas amerikai dzsesszzenész, szaxofonos.

## Élete
Szülei az amerikai Virgin-szigetekről származnak. Rollins maga Harlemben nőtt fel. Első szaxofonját hét-nyolc éves korában kapta meg. Karrierjét zongoristaként kezdte. Első nagylemezét 1953-ban jelentette meg, diszkográfiája összesen 49 stúdióalbumot és 11 koncertalbumot tartalmaz.
Elismertsége fokozódott a John Coltrane-nel felvett TenorMadness, a Tommy Flanagannel készített Saxophone Colossus, a Ray Brown és Shelly Manne kíséretével kiadott Way Out West sikere, aztán a Modern Jazz Quartettel való együttműködése nyomán.
A dzsessz legnagyobb hatású képviselői közé tartozik. Olyan zseniális zenészekkel is együtt dolgozott, mint John Coltrane, Miles Davis, Thelonious Monk.

1973-ban a Down Beat megválasztotta az év zenészének, 2007-ben Polar Music díjat kapott, 2009-ben az amerikai dzsessz-újságírók szervezete három kategóriában is díjazta.
Lemezeit a Prestige Records, Blue Note Records, Contemporary Records, RCA Victor Records, Impulse! Records, Milestone Records, Okeh Records, Doxy Records kiadók jelentetik meg.
Első magyarországi fellépését 2011-ben tartotta a Művészetek Palotájában.

## Stúdióalbumok
| Év   | Album                                             | Kiadó        |
| ---- | ------------------------------------------------- | ------------ |
| 1953 | Sonny Rollins with the Modern Jazz Quartet        | Prestige     |
| 1954 | Moving Out                                        | Prestige     |
| 1955 | Work Time                                         | Prestige     |
| 1956 | Sonny Rollins Plus 4                              | Prestige     |
| 1956 | Tenor Madness                                     | Prestige     |
| 1956 | Saxophone Colossus                                | Prestige     |
| 1956 | Rollins Plays for Bird                            | Prestige     |
| 1956 | Tour de Force                                     | Prestige     |
| 1956 | Sonny Boy                                         | Prestige     |
| 1957 | Sonny Rollins, Vol. 1                             | Blue Note    |
| 1957 | Way Out West                                      | Contemporary |
| 1957 | Sonny Rollins, Vol. 2                             | Blue Note    |
| 1957 | The Sound of Sonny                                | Riverside    |
| 1957 | Newk's Time                                       | Blue Note    |
| 1957 | Sonny Rollins Plays (split album with Thad Jones) | Period       |
| 1958 | Freedom Suite                                     | Riverside    |
| 1958 | Sonny Rollins and the Big Brass                   | MetroJazz    |
| 1958 | Sonny Rollins and the Contemporary Leaders        | Contemporary |
| 1959 | St Thomas (In Stockholm, 1959)                    | Dragon       |
| 1962 | The Bridge                                        | RCA Victor   |
| 1962 | Sonny's Time                                      | Jazzland     |
| 1962 | What's New?                                       | RCA Victor   |
| 1963 | Sonny Meets Hawk!                                 | RCA Victor   |
| 1964 | Now's the Time                                    | RCA Victor   |
| 1964 | The Standard Sonny Rollins                        | RCA Victor   |
| 1965 | Sonny Rollins on Impulse!                         | Impulse!     |
| 1966 | Alfie                                             | Impulse!     |
| 1966 | East Broadway Run Down                            | Impulse!     |
| 1972 | Next Album                                        | Milestone    |
| 1973 | Horn Culture                                      | Milestone    |
| 1975 | Nucleus                                           | Milestone    |
| 1976 | The Way I Feel                                    | Milestone    |
| 1977 | Easy Living                                       | Milestone    |
| 1979 | Don't Ask                                         | Milestone    |
| 1980 | Love at First Sight                               | Milestone    |
| 1981 | No Problem                                        | Milestone    |
| 1982 | Reel Life                                         | Milestone    |
| 1984 | Sunny Days, Starry Nights                         | Milestone    |
| 1987 | Dancing in the Dark                               | Milestone    |
| 1989 | Falling in Love with Jazz                         | Milestone    |
| 1991 | Here's to the People                              | Milestone    |
| 1993 | Old Flames                                        | Milestone    |
| 1996 | Sonny Rollins + 3                                 | Milestone    |
| 1998 | Global Warming                                    | Milestone    |
| 2000 | This Is What I Do                                 | Milestone    |
| 2006 | Sonny, Please                                     | Emarcy       |

## Élő felvételek
| Év   | Album                                 | Kiadó          |
| ---- | ------------------------------------- | -------------- |
| 1957 | A Night at the Village Vanguard       | Blue Note      |
| 1959 | Sonny Rollins at Music Inn            | MetroJazz      |
| 1959 | Oleo 1959                             | Old Style      |
| 1962 | Our Man in Jazz                       | RCA Victor     |
| 1965 | There Will Never Be Another You       | Impulse!       |
| 1973 | Sonny Rollins in Japan                | Victor (Japan) |
| 1974 | The Cutting Edge                      | Milestone      |
| 1978 | Don't Stop the Carnival               | Milestone      |
| 1985 | The Solo Album                        | Milestone      |
| 1987 | G-Man                                 | Milestone      |
| 2001 | Without a Song: The 9/11 Concert      | Milestone      |
| 2008 | Road Shows, Vol. 1                    | Emarcy         |
| 2011 | Road Shows, Vol. 2                    | Emarcy         |
| 2014 | Road Shows, Vol. 3                    | Okeh           |
| 2016 | Road Shows, Vol. 4: Holding the Stage | Okeh           |